# Bubba Cathy
Donald M. "Bubba" Cathy, född antingen 1953 eller 1954, är en amerikansk företagsledare som är vicepresident för den amerikanska snabbmatskedjan Chick-fil-A, Inc. Han sitter också som ledamot i koncernstyrelsen för företaget.
Den amerikanska ekonomitidskriften Forbes rankar honom som världens 284:e rikaste med en förmögenhet på $ 5,8 miljarder för den 5 november 2018.
Cathy avlade en kandidatexamen i marknadsföring vid Samford University.
Han är son till S. Truett Cathy, grundaren till snabbmatskedjan, och bror till Dan T. Cathy, som är styrelseordförande och VD för Chick-fil-A.